# جزر ديسكفري
جزر ديسكفري هي مجموعة من الجزر تقع في الطرف الشمالي لبحر ساليش والطرف الشرقي لمضيق جونستون، بين جزيرة فانكوفر والساحل الرئيسي لكولومبيا البريطانية في كندا. معظم هذه الجزر بها عدد قليل جدًا من السكان. تتوفر خدمة العبارات في جزيرة كوادرا وجزيرة كورتيس فقط. ويتم خدمة الباقي عن طريق قارب خاص أو طائرة عائمة.

## جغرافيا
يمكن أن تجعل الجغرافيا المعقدة للمنطقة من الصعب تحديد ما إذا كان الخط الساحلي المرئى ينتمي إلى البر الرئيسي أو جزيرة فانكوفر، أو إحدى جزر ديسكفري عند السفر بالقارب.

### الجزر الكبرى
تقع جميع جزر ديسكفري داخل منطقة ستراثكونا الإقليمية، باستثناء عدد قليل من الجزر الواقعة في أقصى الجنوب، مثل جزيرة هيرناندو وجزيرة سافاري، والتي تقع في منطقة نهر باول الإقليمية. الجزر الأكبر ضمن جزر ديسكفري هي:
- جزيرة كورتيس
- جزيرة هاردويك
- جزيرة ويست ثورلو
- جزيرة شرق ثورلو
- جزيرة سونورا
- جزيرة ستيوارت
- جزيرة كوادرا
- جزيرة موريل
- جزيرة ميتليناتش
- جزيرة ريد

### الممرات المائية الرئيسية
يبدأ ممر ديسكفري حيث يضيق مضيق جورجيا بين جزيرة كوادرا وجزيرة فانكوفر ويستمر شمالًا إلى تشاتام بوينت، حيث يلتقي بقناة نوداليس ومضيق جونستون.

## السياحة
عامل الجذب الرئيسي للزوار هو صيد سمك السلمون والإبحار والتجديف ببالكياك والمشي لمسافات طويلة.

## روابط خارجية
- Discovery Islands